# Sancak Kaplan
Sancak Kaplan (Swifterbant, 25 augustus 1982) is een Turks-Nederlands voormalig profvoetballer die als verdediger speelde.
Kaplan doorliep de jeugdopleiding van Fortuna Sittard en zat in het seizoen 2001/02 bij de selectie van het eerste team maar debuteerde niet. In 2002 ging hij naar Malatyaspor en vervolgens speelde hij voor Adanaspor, Altay en Istanbul BB. Hij besloot in 2015 zijn loopbaan bij Kasımpaşa waarvoor hij zes seizoenen speelde.